# Ferdinand von Sammern-Frankenegg
Ferdinand von Sammern-Frankenegg (Grieskirchen, 17 marzo 1897 – Banja Luka, 20 settembre 1944) è stato un generale tedesco delle SS, Comandante delle SS e della Polizia di Varsavia dal 1941 al 1943.

## Biografia
Servì nell'Esercito imperiale tedesco durante la prima guerra mondiale. Dopo la fine del conflitto servì nel Freikorps Oberland e nello Steirischer Heimatschutz. Durante l'occupazione tedesca della Polonia nella seconda guerra mondiale fu a capo della Großaktion Warschau, la più violenta operazione di deportazione degli ebrei della Polonia occupata, che consistette nella deportazione di un numero tra 254 000 uomini e 265 000 donne, compresi bambini, nel Campo di sterminio di Treblinka. La "liquidazione" del Ghetto di Varsavia tra il 23 luglio e il 21 settembre del 1942 fu nascosta come "un'azione di reinsediamento", nel tentativo d'ingannare le vittime e farle collaborare. Quest'operazione fu parte di una maggiore campagna, denominata Operazione Reinhard, parte della Soluzione finale nazista. Frankenegg rimase a Varsavia fino allo scoppio della rivolta del ghetto di Varsavia il 19 aprile 1943, che lui non seppe reprimere con efficacia. Dopo il suo fallimento, fu rimpiazzato da Jürgen Stroop e sottoposto alla corte marziale dal suo superiore Heinrich Himmler il 24 aprile del 1943 con l'accusa d'inettitudine, che per le SS significava solo una cosa: "difesa degli ebrei". Dopo tale condanna fu trasferito in Croazia, dove nel 1944 fu ucciso in un'imboscata da parte dei guerriglieri titini vicino alla città di Klašnić.